# Asow-Bewegung
Die Asow-Bewegung oder Asowsche Bewegung (ukrainisch Азовський рух Asowskyj ruch, wissenschaftliche Transliteration Azovsʹkyj ruch) ist ein informeller Name für ein Netzwerk von militärischen, zivilen, politischen, kulturellen, ehrenamtlichen und kreativen Gemeinschaften in der Ukraine, die nach 2014 von Veteranen des Asow-Bataillons (Regiments), Angehörigen der gefallenen Soldaten und anderen Aktivisten gegründet wurden.

## Allgemeines
Die nationalistische und paramilitärische Organisation der Asow-Bewegung wurde 2014 gegründet und ist nach der Asow-Formation benannt, einer ursprünglich als Freiwilligenbataillon gegründeten Einheit der ukrainischen Nationalgarde, in welche das Bataillon noch im Gründungsjahr 2014 integriert wurde. Die Asow-Bewegung ist bekannt für ihren extremen ukrainischen Nationalismus und ihre Verbindung zum Rechtsextremismus (siehe auch Liste ukrainischer rechtsextremer Gruppierungen).
Die Organisation benannte sich nach dem Bataillon, das im Konflikt mit pro-russischen Separatisten in der Ostukraine kämpft. Inzwischen agiert sie als politische Bewegung mit einem eigenen politischen Flügel, dem Nationalen Korps (Національний корпус Nazionalnyj korpus). Der Anführer der Asow-Bewegung, Andrij Bilezkyj, gründete das Nationale Korps als politische Partei. „Politische Unternehmertypen wie Bilezkyj bemühten sich, Asows Erkennbarkeit zu kapitalisieren und über die Marke Asow breitere gesellschaftliche Kreise und politische Macht zu erreichen – was allerdings misslang.“ Denn es gelang der Partei Nationales Korps nicht bei Wahlen je wahrnehmbare Erfolge zu erringen.

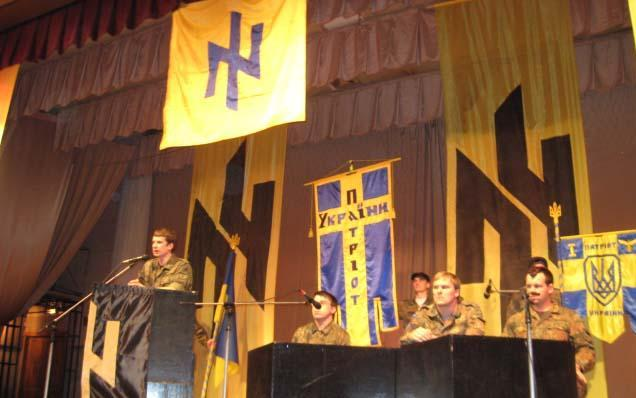
Bilezkyj am Rednerpult bei einer Veranstaltung der rechtsextremen Organisation Patriot der Ukraine in Charkiw (2008)

Die Ideologie der Asow-Bewegung basiert auf einem aggressiven ukrainischen Nationalismus, der sich gegen jegliche Einflüsse von außen richtet. Die Organisation propagiert den Schutz der „weißen Rasse“ und betont die Bedeutung der ethnischen Reinheit für die ukrainische Nation. Dies hat zu Vorwürfen des Rassismus und der Fremdenfeindlichkeit geführt.
Die Asow-Bewegung ist auch wegen ihrer Verbindung zum Rechtsextremismus umstritten. Einige Mitglieder der Organisation sind bekannt für ihre neonazistischen Ansichten und ihre Verwendung von Symbolen und Terminologie aus der nationalsozialistischen Ära. Es gab auch Berichte über gewalttätige Übergriffe von Asow-Mitgliedern gegen ethnische Minderheiten und politische Gegner. Die Bewegung hat in der Ukraine eine gewisse politische Unterstützung erhalten, insbesondere von Teilen der Bevölkerung, die frustriert waren über Korruption und den Einfluss der alten politischen Eliten. Allerdings ist das Nationale Korps bei Wahlen bisher gescheitert. Die Asow-Bewegung hat jedoch auch international Kritik und Besorgnis hervorgerufen, insbesondere von Menschenrechtsorganisationen und Regierungen, die ihre rechtsextreme Ideologie verurteilen.

## Verhältnis zur Asow-Brigade der ukrainischen Nationalgarde
Nach Auffassung verschiedener Osteuropa-Experten und Politikwissenschaftler besteht mittlerweile eine überzeugende Trennung der extremistischen Asow-Bewegung und der in die ukrainischen Nationalgarde integrierten militärischen Asow-Brigade (früher: Asow Bataillon, Regiment Asow), welche selber nun trotz ihrer Gründungsgeschichte nicht mehr als rechtsextremistisch betrachtet werden könne und deren Verbindungen zur gleichnamigen Bewegung gekappt worden seien.
Hingegen geht der kanadische Bellingcat-Journalist Michael Colborne nicht von einer überzeugenden Trennung aus. Er betrachtet die knapp 20.000 Mitglieder umfassende Asow-Bewegung als eine der stärksten rechtsextremen Bewegungen Europas, die ausdrücklich gegen eine liberale Demokratie gerichtet sei und sowohl über Verbindungen ins ukrainische Veteranenministerium als auch zur internationalen rechtsextremen Szene verfüge. Das Regiment mache nur einen kleinen Teil aus. Kurz nach dem Ausscheiden des Innenministers Arsen Awakow aus dem Amt habe der ukrainische Staat sich dazu stärker gegen die Bewegung gerichtet und Razzien durchgeführt. Bis 2019 seien nach Colborne „sehr aktiv“ enge Verbindungen mit europäischen rechtsextremen Bewegungen betrieben worden und man sei weiterhin gut mit der rechtsextremen Szene in Estland, Kroatien und Polen vernetzt. Es sei ein von Vertretern der Asow-Bewegung seit 2019 jedoch verbreiteter Mythos, dass zwischen dem „Regiment Asow“ und der „Asow-Bewegung“ keine Verbindung mehr bestünde.
Nach Nicholas Potter von der Amadeu Antonio Stiftung ist nicht jedes Mitglied des Regiments rechtsextrem, und seine Rolle werde in der Darstellung Putins aufgebauscht – weiterhin sei aber eine enge Verbindung des Regiments zur rechtsextremen Szene belegt, und Angehörige würden in sozialen Medien weiterhin mit Neonazisymbolen posieren. Laut Colborne werden Einfluss und Bedeutung der Asow-Bewegung gleichzeitig über- und unterschätzt. Es handle sich um eine aus dem gleichnamigen Regiment gewachsene Bewegung der extremen Rechten mit einer hohen Anpassungsfähigkeit und großer PR-Wirksamkeit, die trotz geringer Mitgliederzahlen zumindest einen gewissen Einfluss auf die ukrainische Politik und Gesellschaft ausübe. Im öffentlichen Diskurs werde die Bewegung oft entweder als ungefährlich und unbedeutend oder aber als eine wiederbelebte NSDAP dargestellt – die dazwischen bestehenden Nuancen würden dabei übergangen. Die ausländischen Kämpfer, die zu ihr gestoßen seien, könnten nicht alle der extremen Rechten zugeordnet werden. Innerhalb der rechtsextremistischen Bewegungen weltweit hätte sie nicht nur Unterstützer, teilweise werde sie dort wegen ihres Kampfes unter dem jüdischen Präsidenten Wolodymyr Selenskyj gegen das von der globalen Rechten geschätzte Russland unter Putin geradezu gehasst.
Im Online-Portal von The Nation verweist Lew Golinkin im Juni 2023 darauf, dass die neonazistische Prägung der Bewegung nach Beginn der vollen Invasion 2022 gefährlicherweise in den Hintergrund getreten ist.  Wenn Russland den Krieg gegen die Ukraine als eine Aktion zur ‘Entnazifizierung’ des Landes bezeichne, beziehe sich dies insbesondere auf die Asow-Truppen.
Golinkin vertritt in dem Kommentar die Auffassung, dass diese militärischen Asow-Formationen und deren Führer tatsächlich weiterhin neonazistische Züge tragen, die dem Rassismus des US-amerikanischen Ku-Klux-Klans sehr nahekämen. Er verweist dabei auf Äußerungen im US-Kongress und Forschungen der Stanford-Universität sowie auf Beiträge in den Portalen MBNC, Twitter und Facebook. Gab es bis zum Februar 2022 in westlichen Medien noch durchaus kritische Bewertungen zu den neonazistischen Tendenzen in der Ukraine, habe sich mit Beginn der Invasion Russlands ein grundsätzlicher Wandel in der medialen Darstellung dieser Kräfte vollzogen. Golinkin betont jedoch, dass die Neonazis in der Ukraine auch nach dem russischen Angriff Nazis geblieben seien – ohne dass damit die Ukraine insgesamt als neonazistischer Staat bezeichnet werden könne. Tatsächlich stimme es, dass sie in der Ukraine nur eine geringe Rolle spielten, selbst die Verteidigung Mariupols, für die die Asow-Truppen gerühmt würden, hätten sie nicht alleine, sondern mit der ukrainischen Marineinfanterie durchgeführt. Es sei ein Fehler ihrer propagandistischen Überhöhung zu folgen und ihre neonazistischen Verbindungen zu ignorieren.

## Mitglieder
Zur Asow-Bewegung gehören (ohne Anspruch auf Aktualität oder Vollständigkeit):
- Nazionalnyj korpus (Національний корпус) – Nationaler Korpus
- Zywilnyj Korpus «Asow» (Цивільний Корпус «Азов») – Ziviles Korps „Asow“
- Nazionalni druschyny (Національні дружини) – (etwa:) Nationale Bürgerwehr
- Junazkyj korpus (Юнацький корпус) – Jugend-Korps
- Sportywnyj korpus (Спортивний корпус) – Sportkorps
- Patronatna sluschba «Janholy Asowu» (Патронатна служба «Янголи Азову») – Patenschaftsdienst „Engel von Asow“
- Wijskowa schkola imeni Jewhena Konowalzja (Військова школа імені Євгена Коновальця) – Jewhen-Konowalez-Militärschule
- Chorunscha schkola imeni Mykoly Sziborskoho (Хорунжа школа імені Миколи Сціборського) – Chorunscha-Schule namens Mykola Sziborskyj
- Schkola lideriw imeni Aksjona i Chomy (Школа лідерів імені Аксьона і Хоми) – Schule für Führungskräfte Aksjona i Chomy
- Pamjat naziji (Пам'ять нації) – Gedächtnis der Nation
- Literaturnyj klub «Plomin» (Літературний клуб «Пломінь») – Literarischer Klub „Plomin“ („Flamme“)
- Wydawnyztwo «Orijentyr» (Видавництво «Орієнтир») – Verlagshaus „Orijentyr“ („Landmarke“)

## Verbindungen zur rechtsextremen Kultur
Als internationales Aushängeschild und Vernetzungsplattform der Asow-Bewegung gilt das jährlich in Kiew statt findende Asgardsrei Festival für National Socialist Black Metal (NSBM). Dieses vom russischen Rechtsextremisten Alexey Levkin ursprünglich in Moskau ausgerichtete Festival übersiedelte nach Kiew nachdem Alexey Levkin sich 2014 der Asow-Brigade angeschlossen hatte.